# Torcegno
Torcegno là một đô thị ở tỉnh Trento ở vùng Trentino-Alto Adige/Südtirol của Ý, tọa lạc cách 25 km về phía đông của Trento. Tại thời điểm ngày 31 tháng 12 năm 2004, đô thị này có dân số 677 người và diện tích là 15,2 km².
Torcegno giáp các đô thị: Palù del Fersina, Telve di Sopra, Fierozzo, Ronchi Valsugana, Roncegno và Borgo Valsugana.